# AA-Bolagen
AA-Bolagen eller Alfred Anderssons åkeri är ett företag som utvecklar, säljer och utför tjänster inom transport, logistik och petroleum. Huvudanläggningen ligger i Vara och har cirka 450 anställda. Företaget har även mindre anläggningar på andra orter, bland annat Västerås och Tranås.